# جو ديوك جن
جو ديوك جن هو لاعب كرة سلة كوري جنوبي. مثّل منتخب بلاده. شارك في دورة الألعاب الأولمبية الصيفية سنة 1948.

## روابط خارجية
- جو ديوك جن على موقع الاتحاد الدولي لكرة السلة (الإنجليزية)
- جو ديوك جن على موقع سبورتس رفرنس (الإنجليزية)
- جو ديوك جن على موقع أوليمبيديا (الإنجليزية)